# سرتکلتو
سرتکلتو(به کردی: سەڵتەکەڵتوو، Selltekellto) روستایی از توابع بخش سرشیو شهرستان سقز است که در استان کردستان ایران قرار دارد.

## جمعیت
این روستا در دهستان ذوالفقار واقع شده و براساس سرشماری سال ۱۳۸۵، جمعیت آن ۳۱۷ نفر (۵۶ خانوار) بوده‌است.